# Sarcasme
«Sarcasme» (Сарказм) — французький рок-гурт напрямку симфонічний прогресивний рок.   

## Біографія
Гурт утворився в 1996 році, коли зібрались Гійом (фр. Guillaume), який грав на гітарі, Жюльєн (фр. Julien), який грав на бас-гітарі та інші молоді люди, які приєдналися досить швидко. Гурт був названий Rattle Sneack (гримуча змія). Потім, в 1997 році, приєднався Девід (брат Вільяма), він займався гітарою, кларнетом і співом. Гурт тоді називався Norisor. У 1998 році Ромен (фр. Romain) приєднався до гурту (грав на барабанах). Саме тоді гурт взяв назву Sarcosme. Марлен (фр. Marlene) укомплектувала гурт у 2000 році, граючи на флейті. Відтоді склад гурту залишався стабільним. Все це означає, що більшість з музикантів знайомі ще зі школи в Глезе.
Учасники гурту самоучки на практиці, які працюють "на слух". Метод роботи музикантів: працювали кожен день наполегливо і невпинно, аж поки результат не почне влаштовувати всіх. Sarcasme пише вірші, але музика для них має пріоритет над словами, спершу їхні ідеї виражаються музикою, а потім словами. Музиканти не "живуть з музики", всі вони працюють в різноманітних сферах і багато з того, що заробляють вкладають в музику. Принаймні, музиканти вільні від того, щоб при написанні композицій зважати на їх комерційність чи некомерційність.

## Альбом Mirage, 2006
Звук альбому «Mirage» надзвичайно пов'язаний з типовою французькою симфонічною прогресивною школою 1970-х років. Тому цей звук гурту може бути легко пов'язаний з музикою Ange, Pulsar і Mona Lisa. Та все ж гітара Guillaume Thomas може залучити флойдівського слухача, в той час, як флейта звучить схоже на Focus. Нарешті, важчі гітарні партії можуть нагадати щось, що міг би видобути Deep Purple кілька десятиліть тому. У результаті альбом, при змішуванні багатьох впливів, є збалансованим і цікавим. Особливо, для шанувальників вінтажного французького симфонічного прогресивного року. Сарказму вдалося створити добре побудовану музику, де гітара та флейта грають провідну роль, а вокал додає емоційної глибини.

### Композиції
1 — Tempête 5'33

2 — Sérénité 7'35

3 — Reviens-Tu Vers Moi ? 3'49

4 — Mirage 3'12

5 — Un Instant De Pose 5'50

6 — La Douce Chaleur Du Soleil 5'22

7 — L'Infinie 5'09

8 — Renaissance 3'33

9 — Clair-Obscur 3'49

Загальний час звучання 43:52

### Музиканти
— David Thomas / основні вокали, гітари, кларнет 

— Guillaume Thomas / гітари, вокали 

— Marlene Bouchisse / флейта, вокали 

— Romain Silva / барабани, вокали 

— Julien Gerry / бас-гітара 